# ドリタン・アバゾビッチ
ドリタン・アバゾビッチ（セルビア語キリル・アルファベット: Дритан Абазовић, アルバニア語: Dritan Abazi; 1985年12月25日 - ） は、モンテネグロの政治家、元教師。2022年4月28日から2023年10月31日まで首相を務め、現在は「平和は私たちの国」連合の党首を務めている。アルバニア人かつイスラム教徒としては初の同国首相である。2020年から2022年までズドラフコ・クリヴォカピッチ内閣で副首相を務めている。

## 来歴
サラエボ大学政治学部在学中に、大学の「黄金憲章」を受賞した。2008年にはモンテネグロ大学政治学部で国際関係学の修士号を取得した。高校教師として数年間働き、文化、コミュニケーション、宗教の歴史の社会学を教えた経験もある。2009年にオスロ大学で平和研究のコースを修了している他に2010 年に、彼は「コスモポリタン カルチャーとグローバル ジャスティス」というタイトルの最初の本を出版した。
アバゾビッチは2012年に政党「肯定的なモンテネグロ」（2019年解散）の創設者の1人であった。2012年のモンテネグロ議会選挙で同党は81議席中7議席を獲得し、アバゾビッチは同国議会最年少議員となった。2020年6月、欧州38カ国の代表者は第31回議会で「平和は私たちの国」連合を欧州緑の党に加盟させることを可決し、モンテネグロで欧州諸政党に加わる初の野党となった。2020年12月4日、モンテネグロのズドラヴコ・クリヴォカピッチ内閣でとなり、アバゾビッチは副首相兼安全保障大臣となった。調整と国家安全保障を強化し、30年にわたる国内のDPSの一党優位政党制を正式に終了させた。翌年には安全保障研究所の諮問委員会メンバーに任命されている。
2021年9月、親ロシア派のクリヴォカピッチ内閣に対し、連立政権内では親欧州連合派との路線対立が激化したことでクリヴォカピッチ政権に対する内閣不信任決議が提出された。2022年3月3日、ミロ・ジュカノヴィッチ大統領はアバゾビッチに新政権樹立を要請。クリヴォカピッチ政権が2022年4月に崩壊したことでジュカノヴィッチ大統領によって、首相に任命された。2022年ロシアのウクライナ侵攻で生じた世界の状況で解決しなければならないことは汚職との戦い、より持続可能な投資と開発、環境保護、子供と若者へのより良いケアであると語った。